# Alice Abernathy
Alice Abernathy (celým jménem Alice Janus Abernathy Prospero Parks, zkráceně Alice, též Projekt Alice) je hlavní postava filmové série Resident Evil. Postavu ztvárnila americká herečka Milla Jovovich. Alice je pouze filmová postava, ve stejnojmenné počítačové hře se neobjevuje.

## Informace
- Výška: 173 cm
- Stav: Živá
- Status: Klon (Alicia Markus)
- Pohlaví: Žena
- Dřívější povolání: Bezpečnostní ochranka
- Přátele: Ada Wong, Luther West (†), Ocampo Rainová (†), Matt Addison (†), Jill Valentinová, Claire & Chris Redfieldovi

## Historie
Alice byla dříve bezpečnostní ochranka společnosti Umbrella, dostala za úkol chránit nouzový vchod do Úlu, avšak její hlavní dějová linka sahá hluboko do minulosti společnosti Umbrella.

### Infekce
Alice byla dříve bezpečnostní ochranka společnosti Umbrella, dostala za úkol chránit nouzový vchod do Úlu. Alice byla vdaná za Spence Parkse, nicméně bylo odhaleno, že je svatba falešná za účelem ochrany utajení existence Úlu. Její úkol byl přerušen, když došlo k úniku T-viru v Úlu. Spustila se ochrana řízená Červenou královnou (nejchytřejším superpočítačem na světě), uzavřela všechny východy z Úlu a tím zabránila T-virem nakaženým lidem uniknout z podzemního komplexu. Alice v tuto dobu trávila ve sprše, ale i tady se aktivovala ochrana. Upadla na zem, následkem omámení plynem, který ji způsobil dočasnou ztrátu paměti. Po probuzení nevěděla, kdo je a kde se nachází. Pomalu vstává z podlahy a odchází z koupelny do ložnice, kde nalézá na posteli červené šaty, které si následně obléká. Vzápětí se přesouvá ke komodě, kde nalézá slušný arzenál. Nenaděje se a v honosném sídle, ve kterém byla, se objeví spousta vojáků, kteří jí zajmou s cílem odpojit Červenou královnu. Nikdo ovšem netuší, že právě ona uzavřela všechny T-virem nakažené zaměstnance a usmrtila je. Po dlouhé cestě do hlubokého podzemí, kde se nalézá síň Červené královny, se naskytne několik problémů. Čtyři členy komanda královna usmrtí těsně před svou síní v chodbě s lasery, které bez problému přeříznou i ocel. Když se zbytek skupiny dostane až do síně, tak se Červená královna začne obhajovat tím, že nebylo možné dopustit, aby se někdo z nakažených dostal ven. Ze zaměstnanců se díky T-viru staly krvelačné zombie, které mají jen základní potřebu - jíst. Celé komando se tak ocitá v obrovském nebezpečí, když přes varování Červené královny vypne veškerou elektřinu a tím otevře veškeré dveře, které byly dosud zamčené. Po objevení prvního zombie, které Alice dříve považovala za přeživšího, nastává hluboko pod Raccoon City peklo. Z Alice se pomalu začíná stávat stroj na zabíjení, když odhalí po boku Matta Addisona a Spence Parkse zlomky své minulosti. Hlavní dveře od Úlu měly nastavený čas, po který se skupina měla dostat zpět na povrch, avšak ten se jim začal urychleně zkracovat, když se dozvěděli, že Spence mohl za celou katastrofu vypuštění T-viru a teď má v plánu ukrást Antivir (protilék) a utéct. Rainovou (členku komanda) kouslo jedno z prvních zombie a Alice s Mattem se jí snaží zachránit život tím, že ukradnou Antivir od prchajícího Spence. To se jim podaří, když na zpáteční cestě na povrch naleznou Spenceovo zmasakrované tělo od Lickera (monstrum) přímo u vlaku, který vedl z Úlu až k tajnému východu. Alice aplikuje Rainové Antivir, ale je příliš pozdě. T-virus jí přeměnil až příliš buněk, které Antivir nestihl zregenerovat. Rainová se promění v zombie, načež ji následně zastřelí poraněný Matt. Zbudou tak jen Alice a poraněný Matt, kterého za každou cenu Alice nenechá proměnit. Při průchodu východem na povrch Alice upadne pod veškerým následkem, čeho všeho byla svědkem. Matt se začne v křečích obracet na podlaze a Alice vytáhne z kufříku Antivir, ale nestihne ho aplikovat, protože do místnosti vrazí vědci z Umbrelly a Matta odvezou pryč. Alice se ho však snaží zachránit, ale bezmocně. Je také zajata a jsou na ni prováděny biochemické výzkumy. Společnost Umbrella chce zjistit, co se v Úlu stalo, a tak tam pošle svoji jednotku. Ta ovšem selže a dveře Úlu zůstanou otevřeny.

### Apokalypsa
Alice se probouzí v bílé místnosti a po celém těle má spousty hadiček. Pomocí jedné hadičky si otevře dveře a zjišťuje, že se nalézá v nemocnici. Východem se dostane na hlavní ulici v Raccoon City, kde není nic než spousta opuštěných aut. Ulice vypadá jako po útoku zombie. Alice nalezne policejní auto a v něm brokovnici, ta jí stačit nebude a tak se vydá do "bývalého" obchodu se zbraněmi. Před katastrofou byly veškeré významné osobnosti z města transportovány kvůli úniku T-viru z Úlu. Angela Ashfordová (dcera Dr. Ashforda) byla jednou z těchto osob, ale její transport se nezdařil kvůli nehodě auta, ve kterém byla. Jill Valentinová se se svojí skupinou ukryje v kostele. Alice se vybaví zbraněmi a namíří si to přímo do kostela právě, když je Jill a její přátele obklíčena Lickery. Přidá se k nim a společně se snaží dostat z infikovaného města pryč. Dr. Ashford je kontaktuje pomocí telefonní budky. Žádá je o pomoc při hledání jeho dcery a slibuje jim, že je do půlnoci dostane pryč z města, jelikož právě o půlnoci má být na Raccoon City vyslána taktická atomová bomba, aby zničila virus a všechny známky o něm. Alice se s přáteli proto vydá najít Angelu. Vydají se proto do základní školy v Raccoon City, kde by se měla Angela ukrýt. Naleznou zde Angelu a Carlose Oliveru, který se k nim připojí. Alice zjistí, že Angela je infikovaná T-virem stejně jako ona. Jejich infikovaní není na tolik velké, aby je změnilo na monstra. Alice díky svému infikování získala nadpřirozené schopnosti. Vydají se co nejrychleji na místo, kde na ně má čekat vrtulník, který jim pomůže dostat se pryč z města. Ashforda však zajali za napomáhání a zajmou také všechny ostatní. Alice podle Majora Caina zachrání své přátele jen tím, že se utká s projektem Nemesis. Ta na druhé upozornění nabídku přijme a utká se s ním. Když po chvíli nabodne svoji silou projekt Nemesis na kus železa, uvidí vzpomínku v jeho očích. Zjistí, že to je zmutovaný Matt Addison a odmítne dál bojovat. Projekt Nemesis se dostane z nabodnutí a do rukou vezme svoji zbraň. Alice a její přátele se nyní dostává ze spárů Majora Caina a jeho vojáků. Projekt Nemesis se přidal na stranu Alice a pomáhá jí utéct, ale jeden ze sestřelených vrtulníků na něho spadne a zabije ho. Alice a zbytek přátel nastoupí do únikového vrtulníku a odlétají pryč z města.

### Zánik
Po nehodě v Raccoon City unikl T-Virus i navzdory jadernému zničení města do celého světa. Alice (nejlepší bio-organická zbraň Umbrelly) je nyní sama na zpustošené poušti, poté co zjistila, že ji korporace může zaměřit přes satelit. Má nadlidskou sílu a psychokinetické schopnosti, které získala během krátkého uvěznění společností Umbrella. Díky její schopnosti propojit se s T-virem začala Umbrella uvažovat o vývoji léku/vakcíny, která by zachránila lidstvo. Pod velením ředitele Umbrelly Alberta Weskera se pokouší Dr. Sam Isaacs o vytvoření léku bez Alice. Používá klonů vytvořených z její krve, které podstupují testy v obnoveném domě Spencerových, Úlu a interiérech nemocnice v Raccoon City. Žádný z nich nepřežije.

### Afterlife (Posmrtný život)
Alice se vydává do Japonska se svými schopnostmi a klony, aby našla a zabila muže (Alberta Weskera), kterého hledá v pomstě společnosti Umbrella. Ten však uniká, ale při letu se tam náhle zjeví Alice a má šanci ho zabít, jenže on Alici obere o T-buňky a těsně po tom letoun havaruje. Na Aljašce, kde má být Arcadia, Alice najde jen prázdné louky s letadly a vrtulníkem, který sem měl dovést skupinu přeživších z doby před 18 měsíci. Najde tam i Claire, jenže ta si na nic nevzpomíná, tak ji vezme do letadla a letí směrem podél pobřeží až do Los Angeles, kde najde nápravné zařízení Citadela, kde je skupina živých lidí, kteří se brání obrovské přesile nemrtvých.
Po těsném přistání zjistí, že Arcadia je loď, se skupinou se rozhodnou na ni vydat kvůli průniku nemrtvých dovnitř budovy. Ve sprchách, kudy se dovnitř poprvé nemrtví dostali, je ještě díra od tunelu, která vede ke kanalizaci. Tam však na Alice a Claire čeká hrozné zjištění, obrovský netvor, tak proti němu bojují, po jeho zabití jdou také do tunelu. Než se však dostanou na nějakou malou loď, kterou by se dostali na Arcadii, přijdou v tunelech o Luthera. Na loď se tedy nakonec dostanou jen tři, Claire, Alice a Chris. V lodních záznamech najdou informace, že byly spuštěny záchranné čluny, ale že ještě více než 2000 lidí zůstalo na lodi. Rozhodnou se je tedy hledat, jdou do podpalubí, kde zjistí, že Arcadia byla jen podvod od Umbrelly, najdou tam totiž velké dveře s logem Umbrelly. V poslední místnosti najde i onoho uprchlého šéfa Umbrella Corporation, který přežil jen díky T-viru. Po chvíli ho však s K-Mart, Claire a Crissem zabijí.

### Odveta
Alice útočí na hordu vojáků Umbrelly Corporation, kteří mají za úkol zatknout Alici, Claire a Chrise Redfieldovi. Alice při boji přepadá přes palubu lodě Arcadia a následně ji zajme Umbrella. Probouzí se v komplexu Umbrella Prime, kde nyní sídlí společnost Umbrella. Alice je vyslýchaná Jill Valentinovou, po několika neúspěšných výslechů se Alice naskytne možnost úniku z vězení. Dostane se do bílého koridoru, ve kterém se objeví červené lasery, před kterými se snaží utéct. Vyběhne na Tokijské křižovatce Šibuja, kde vezme z policejního auta pomocí řetězu zbraň. Zanedlouho se na ulici objeví spousta lidí a Alice nemůže uvěřit svým očím. Kolem ní se mihne J-Pop Girl a Alice z ní nespustí oči. Ta za okamžik začne bezhybně stát a zaútočí jako krvelačné zombie na jednoho náhodného japonského obyvatele. Alice tak uviděla infekci na vlastní oči. Za ní se otevřela budova ve které byl vchod do dalšího koridoru a jí nezbylo nic jiného než tam utíkat. Zde zabila spoustu zombie, než se ji otevřeli další dveře. Za dalšími dveřmi na ni čekalo překvapení v podobě vyvražděných pracovníků společnosti Umbrella. Po chvíle se zde objevila Ada Wong, která jí podala pár informací. Zanedlouho ji informoval prostřednictvím interaktivní tabule Albert Wesker, jak se z komplexu dostat ven. Na cestě na povrch jim začne bránit Červená královna, která znovu zopakovala svoji větu "Vy všichni tady dole zemřete". Alice zjišťuje, že Luther West stále žije a jde ji společně s Leonem S. Kennedym a Berry Burtonem na pomoc. Cestu na povrch mají časově omezenou. Alice a Ada projdou dalšími simulacemi komplexu. V simulaci předměstí Alice zjišťuje, že její klony zde používají na kontrolu T-viru. Najde zde svoji nebiologickou dceru Becky. Adu Wong zajme při útěku Jill Valentinová a klon Rainové. Alice se pomocí Rolls Royce dostane rychleji přes simulaci Moskvy a narazí tak na Leona a jeho skupinu. Společně se dostanou na povrch, kde proběhne závěrečná bitva proti Jill Valentinové a Rainové a také zde osvobodí Adu Wong. Po vítězství se Alice přemísťuje do obléhaného Bílého domu, kde jí Wesker nabízí možnost pracovat pro něj. Wesker ji vrátí schopnosti, které jí předtím ukradl.

### Závěrečná kapitola
Alice je ve Washingtonu zrazena Weskerem a je jediná, kdo může zachránit téměř vyhlazenou lidskou rasu. Její nadlidské schopnosti slábnou a nezbývá jí nic jiného, než se zkontaktovat se starými známými. Společně s Claire a dalšími přeživšími se připravují na poslední bitvu proti Umbrelle, v čele s Albertem Weskerem a Červenou královnou.

## Zásadní okamžiky

### Smrt a znovuzrození
Při výbuchu jaderné bomby se vrtulník začal třást a kus železa letěl přímo na Angelu. Alice se proto vrhá před dívku a železo se jí zabodlo přímo do srdce. Vrtulník nevydrží tlakovou vlnu a řídí se na zem. Alice nepřežila a její bezvládné tělo nyní leželo na kamenech u trosek vrtulníku. Doktor Sam Isaacs podnikl druhý den průzkum trosek vrtulníku. Nenašli nic jiného než popálené tělo Alice.
Tři týdny po vypuknutí epidemie v Raccoon City byla Alice přepravena do Umbrelly v Detroitu. Probouzí se vměstnaná v nádrži, bez jakékoli vzpomínky na to, co se stalo. Dr. Sam Isaacs znovuzrodil původní Alice s novým kmenem T-viru, který jí dal telekinetické schopnosti - nejúspěšnější experiment. Když se zeptal se na její jméno nebo jakékoliv označení incidentu, Alice si vzpomene a odpoví: "Jmenuji se Alice. A pamatuji si všechno,". Napadá doktora Isaaca a jeho tým. Během svého útěku nějak zjistí, že je sledována jedním členem z ochranky a zabíjí ho pouhým pohledem přes monitor. Během svého útěku je Alice konfrontována tuctem ozbrojených vojáků čekajících venku, aby ji zabily, když se náhle objeví Jill Valentinová a Carlos Olivera (předstírají agenty Umbrelly) a odváží ji bezpečně pryč. Doktor Isaacs následně povolí jejich útěk u hlavní brány a aktivuje Projekt Alice.

### Alice (starší)
- Další informace na stránce Resident Evil: Poslední kapitola.

Alice při návštěvě Úlu dozvídá, kdo vlastně je a proč je vlastně tím, čím je.